# Pozuelo (Albacete)
Pozuelo és un municipi situat al nord de la província d'Albacete. Comprèn les pedanies de La Zarza, Casica del Madroño i el Madroño.

## Història
Pel tractat d'Ágreda de 1281, Pere el Gran va obtenir d'Alfons X de Castella la sobirania sobre Pozuelo, entre altres cessions territorials, a canvi del reconeixement de Sanç com a hereu de la Corona de Castella.